# Shuck One
Shuck One (né en 1970 à Pointe-à-Pitre, en Guadeloupe) est un graffeur français. Fondateur des groupes DCM et Basalt, collectifs de taggeurs et de graffeurs parisiens, il passe progressivement des murs à la toile en plus de trente ans de carrière. Il vit à Paris et à Florence.
Il est considéré comme l'un des pionniers de l'art urbain (street art) en France et reconnu mondialement « pour son talent et son originalité ».

## Biographie

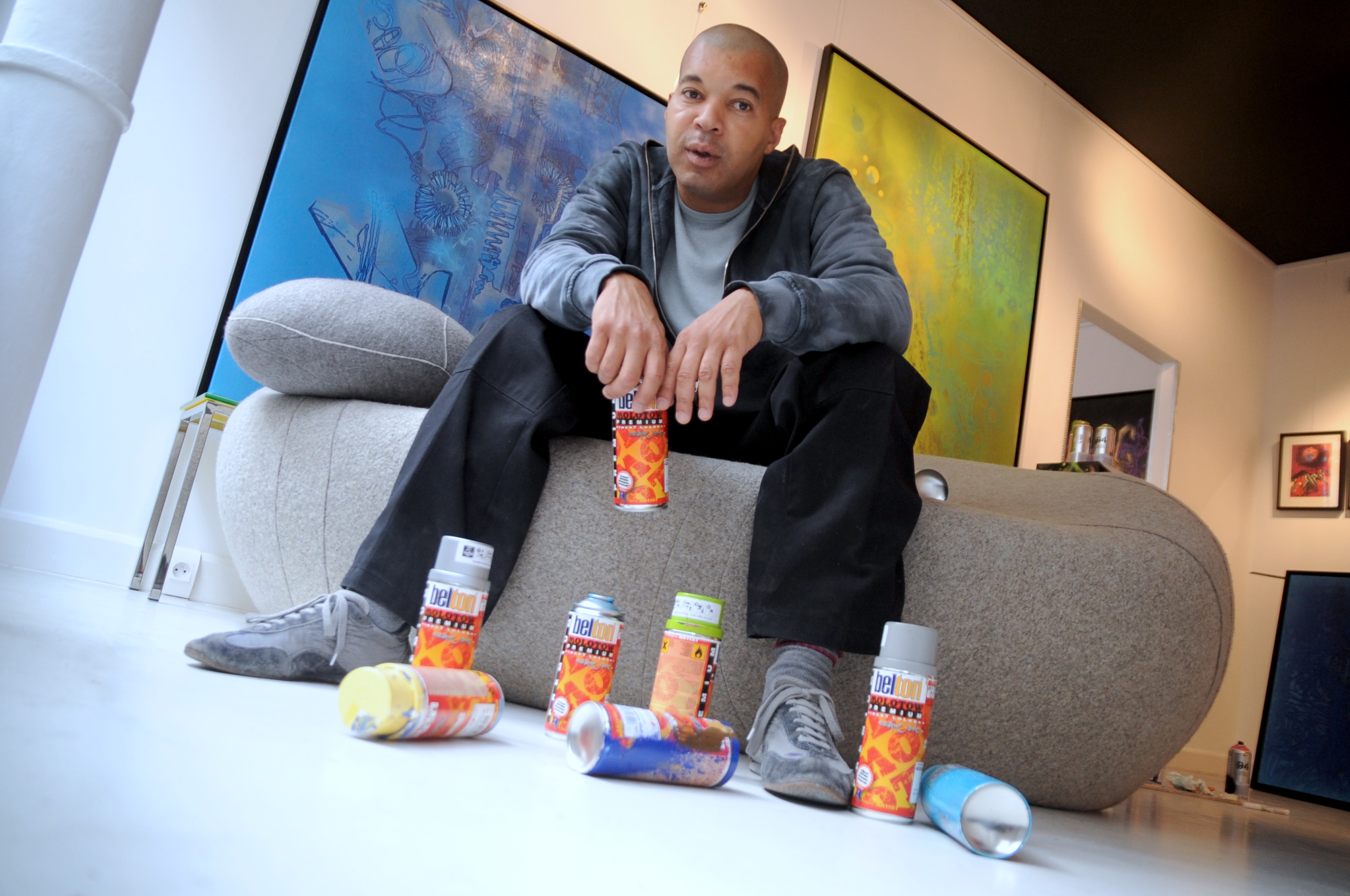
Shuck One, le 13 octobre 2009 à Paris.

Shuck One naît en 1970 à Pointe-à-Pitre, en Guadeloupe. La révélation de Shuck One pour les graffitis remonte au début des années 1980 à travers les revendications murales des indépendantistes vues aux Antilles. Il s'implique dans l'art du graffiti dès son arrivée à Paris en 1983. Très présent dans le milieu du hip-hop, il exprime avec conviction son idéologie comme la suite logique de ses propres expériences. Ses descentes collectives sont réalisées avec son groupe DCM (1985/1995). Ses tags, throw-ups et graffs réalisés dans les artères souterraines du métro, les murs des terrains vagues de la capitale et à l'étranger, font de lui une figure de référence du graffiti international avec l'exposition 1981-1991 au musée des Monuments français.
Il est l'inventeur du graffic artism, un travail sur toile qui conserverait l’énergie de la rue (ex : Élévation, 2012 Acrylique, peinture aérosol et marqueur sur toile), un travail approfondi sur toiles qui révèle au spectateur « une résonance graphique » et qui exprime l'âme même du graffiti. Shuck One réalise peu à peu des œuvres plus complexes, composées de corps suspendus et d'objets non clairement identifiés.
Depuis 1994, ses œuvres sont entrées dans diverses collections, galeries, fondations et musées : Jin Rui Group-Hangzhou en Chine, la fondation Thétis en Italie, le Ministère des Outre-mer, le Fonds national d'art contemporain acquiert l'œuvre État d'urgence (collage, aérosol et acrylique) sur toile, 265 × 220 cm, œuvre faisant référence au 11 septembre 1973 / 11 septembre 2001. En Guadeloupe, pour l'ouverture du Musée Mémorial ACTe, Shuck One crée une installation monumentale et permanente retraçant l'épopée vers la liberté de Louis Delgrès et Jean Ignace.
En 2025, il participe à l'exposition Black Paris, qui retrace la présence et l'influence des artistes noirs en France entre les années 1950 et 2000,,.

## Expositions

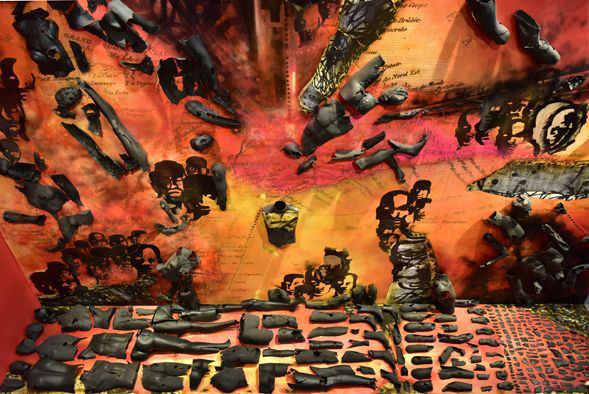
Œuvre permanente Shuck One, Musée Mémorial ACTe Guadeloupe.

- 2007 : Introspection, installation artistique, sonore et visuelle, Ministère de la Culture (France), Palais-Royal, Paris, France.
- 2010 : Vinculum Lucis (Le lien de lumière), installation et performance visuelle, Parvis de l'église Santa Maria Del Rosario et Projection en direct sur Castel Sant'Angelo, Rome, Italie.
- 2013 : Wall Speech, Galerie Estace, Paris, France.
- 2014 : Daily Street, Galerie Estace, Baumwollspinnerei, Leipzig, Allemagne - Biennale internationale de Casablanca, Casablanca, Maroc.
- 2015 : WUC, Galerie Estace, Scope Basel, Bâle, Suisse.
- 2015 : L'histoire en Marche, installation artistique, sonore et visuelle, Mémorial ACTe Pointe-à-Pitre, France[8].
- 2017 : Exposition Archipel Abstraction, Galerie Nomade, Guadeloupe, France.
- 2018 : Exposition Impact of China, Hangzhou, Chine.
- 2018 : Live Free or Die, installation artistique, sonore et visuelle UNESCO, Paris, France.
- 2019 : Exposition Friends, Fondation Thétis, Collatérale Biennale Venise, Italie.
- 2020 : Exposition Cloud City, Galerie Leymarie, Paris, France.